# Apollon Baçe
Apollon Baçe (Tirana, 1943. december –) albán régész, építészettörténész, újságíró, az Albán Tudományos Akadémia rendes tagja. 

## Életútja
A Tiranai Egyetemet 1968-ban végezte el történelem–földrajz szakon. Ezt követően huszonöt éven át, 1968-tól 1993-ig a tiranai Műemlékvédelmi Intézet (Instituti i Monumenteve të Kulturës) tudományos munkatársa volt, ahol 1976 és 1988 között az ókori és középkori osztály munkáját irányította. Ezzel párhuzamosan vendégprofesszorként előadásokat tartott a Tiranai Egyetemen. 1985-től élénk kapcsolatban állt a németországi tudományos élettel, ebben az évben lett külső munkatársa a Német Régészeti Intézetnek is.
1992-től a németországi Marburgban élt, a város egyetemén oktatott, illetve posztdoktori képzésen vett részt. Ezzel párhuzamosan 1993 és 1997 között a Német Újságíró Szövetség tagjaként a Deutsche Welle és a ZDF tudósítójaként is tevékenykedett, 1997–1998-ban pedig a bonni albán nagykövetség munkatársa volt. 2000-től a Bonni Egyetemen képezte tovább magát. 2002-től Kanadában élt, ahol 2002–2003-ban az Omni Television albán nyelvű műsorának adásszerkesztőjeként dolgozott.
2005-ben hazaköltözött Albániába és 2007-ig a Műemlékvédelmi Intézet igazgatói feladatait látta el.

## Munkássága
Pályája során régészeti ásatásokat végzett ókori régészeti lelőhelyeken, Buthróton, Antigoneia, Thronion, Hadrianopolis és a paleokasteri római erőd területén, valamint a középkori Albánia olyan archeológiai helyszínein, mint Berat és Gjirokastra. Behatóan foglalkozott az ókori Illíria és Epirusz (történeti régió) építészetének tipológiájával, az illíriai városi jellegű települések történelmi kialakulásával és fejlődésével.
A Műemlékvédelmi Intézet vezetőjeként a Monumentet (’Műemlékek’) című szakfolyóirat főszerkesztője volt, emellett számos hazai és külföldi szaklapban megjelent régészeti tanulmány szerzője. Pierre Cabanes, Muzafer Korkuti és Neritan Ceka mellett az egyik fő közreműködője volt a Harta arkeologjike e Shqipërise (’Albánia régészeti atlasza’) szerkesztésének és 2008-as kiadásának. Az 1990-es évek Albániájának kaotikus politikai-gazdasági folyamatairól írt, összegyűjtött publicisztikáit 2005-ben adta közre Nyja gordiane (’Gordiuszi csomók’) címen.
2008-ban megválasztották az Albán Tudományos Akadémia rendes tagjává, egyúttal 2008-től 2010-ig a társadalomtudományi osztály titkári feladatait látta el.

### Főbb művei
- Historia e arkitekturës shqiptare I.: Nga fillimet deri në vitin 1912 (’Az albán építészet története I.: A kezdetektől 1912-ig’). Tiranë: Universiteti i Tiranës. 1987.   [Társszerzőként.]
- Berati: Historia dhe arkitektura (’Berat: Történelem és építészet’). Tiranë: 8 Nëntori. 1988.   [Társszerzőként.]
- Nyja gordiana (’Gordiuszi csomók’). Tiranë: Dita 2000. 2005.  ISBN 99943-662-3-8
- Qytetet dhe kështjellat në Iliri dhe Epir I–II. (’Városok és várak Illíriában és Epiruszban I–II’). Tiranë: Erik. 2008.